# JR Kyōto-Linie
| Triebzug der Baureihe 223 bei Yamazaki |                   |                                          |                          |
| Streckenlänge: | 42,8 km           |                                          |                          |
| Spurweite: | 1067 mm (Kapspur) |                                          |                          |
| Stromsystem: | 1500 V =          |                                          |                          |
| Streckengeschwindigkeit: | 130 km/h          |                                          |                          |
| Zweigleisigkeit: | ganze Strecke     |                                          |                          |
| |                   |                                          |                          |
| Gesellschaft: | JR West           |                                          |                          |
| \| \| \| ↑ Biwako-Linie \| 1880– \| \| \| \| → Nara-Linie \| 1879– \| \| \| 513,6 0,0 \| Kyōto (京都) \| 1877– \| \| \| \| → Kintetsu Kyōto-Linie \| 1928– \| \| \| \| ← zur Sagano-Linie \| \| \| \| 0,8 \| Ōmiya-dōri (大宮通) \| 1876–1877 \| \| \| \| \| \| \| \| \| \| \| \| \| \| Eisenbahnmuseum Kyōto \| \| \| \| \| San’in-Hauptlinie (Sagano-Linie) \| 1897– \| \| \| \| Markthalle Kyōto \| 1927–1984 \| \| \| \| \| \| \| \| \| Güterbahnhof Kyōto \| 1913– \| \| \| 2,5 \| Nishiōji (西大路) \| 1938– \| \| \| \| → Tōkaidō-Shinkansen \| 1964– \| \| \| \| Katsura-gawa \| \| \| \| \| Signalstelle Katsuragawa \| \| \| \| \| \| \| \| \| \| \| \| \| \| 5,3 \| Katsuragawa (桂川) \| 2008– \| \| \| \| \| \| \| \| 6,4 \| Mukōmachi (向日町) \| 1876– \| \| \| \| Kyōto Seiko \| \| \| \| \| \| \| \| \| \| Betriebswerk Suita \| \| \| \| \| \| \| \| \| \| Signalstelle Jinsoku \| –1921 \| \| \| 10,1 \| Nagaokakyō (長岡京) \| 1931– \| \| \| \| Kyōto-Autobahn \| \| \| \| \| \| \| \| \| \| Meishin-Autobahn \| \| \| \| \| ↔ Hankyū Kyōto-Hauptlinie \| 1928– \| \| \| 14,1 \| Yamazaki (山崎) \| 1876– \| \| \| 16,0 \| Sakurai (桜井) \| –1926 \| \| \| 16,3 \| Shimamoto (島本) \| 2008– \| \| \| \| Hinokio-gawa \| \| \| \| \| Signalstelle Kajiwara \| –1921 \| \| \| \| Betriebswerk Aboshi \| \| \| \| \| \| \| \| \| 21,6 \| Takatsuki (高槻) \| 1876– \| \| \| 24,5 \| Settsu-Tonda (摂津富田) \| 1924– \| \| \| \| Ibaraki-gawa \| \| \| \| 26,2 \| JR Sōjiji (JR総持寺) \| 2018– \| \| \| \| Signalstelle Ibaraki \| \| \| \| 28,2 \| Ibaraki (茨木) \| 1876– \| \| \| \| ↔ Osaka Monorail \| 1990– \| \| \| \| Kinki-Autobahn \| \| \| \| \| \| \| \| \| \| → Osaka-Güterlinie \| \| \| \| 31,1 \| Senrioka (千里丘) \| 1938– \| \| \| \| Signalstelle Tsuboi \| –1921 \| \| \| 32,7 \| Güterbahnhof Suita \| Güterbahnhof Suita \| \| \| 32,8 \| Kishibe (岸辺) \| 1947– \| \| \| \| ← Hoppō-Güterlinie \| \| \| \| \| \| \| \| \| \| Depot/Betriebswerk \| \| \| \| 35,2 \| Suita (吹田) \| 1876– \| \| \| \| ↔ Hankyū Senri-Linie \| 1921– \| \| \| \| \| \| \| \| \| Signalstelle Senri \| –1932 \| \| \| \| → Jōtō-Güterlinie \| \| \| \| \| Kanzaki-gawa \| \| \| \| \| → zur Osaka-Ostlinie \| \| \| \| 38,3 \| Higashi-Yodogawa (東淀川) \| 1940– \| \| \| \| ← Hoppō-Güterlinie \| \| \| \| 39,0 \| Shin-Osaka (新大阪) \| 1964– \| \| \| \| ↔ Tōkaidō-Shinkansen / San’yō-Shinkansen \| \| \| \| \| Depot \| \| \| \| \| ↔ Hankyū Kyōto-Hauptlinie \| 1928– \| \| \| \| \| \| \| \| \| Yodo-gawa \| \| \| \| \| ← Umeda-Güterlinie \| \| \| \| \| \| \| \| \| \| \| \| \| \| \| Umeda (梅田) \| \| \| \| 556,4 42,8 \| Osaka (大阪) \| 1874– \| \| \| \| → Osaka-Ringlinie \| 1895– \| \| \| \| ↓ JR Kōbe-Linie \| 1874– \| \| \| \| ↓ Fukuchiyama-Linie \| 1891– \| |                   |                                          |                          |
| Strecke |                   | ↑ Biwako-Linie                           | 1880–                    |
| Strecke von links (außer Betrieb) · Kreuzung (Querstrecke außer Betrieb) · Strecke quer · Kreuzung geradeaus oben |                   | → Nara-Linie                             | 1879–                    |
| Bahnhof (Strecke außer Betrieb) | 513,6 0,0         | Kyōto (京都)                             | 1877–                    |
| Strecke (außer Betrieb) · Strecke · Strecke nach links · Kreuzung geradeaus oben |                   | → Kintetsu Kyōto-Linie                   | 1928–                    |
| Abzweig geradeaus und nach rechts (Strecke außer Betrieb) · Abzweig geradeaus und nach halblinks · Strecke |                   | ← zur Sagano-Linie                       | ← zur Sagano-Linie       |
| Haltepunkt / Haltestelle (Strecke außer Betrieb) · Strecke von halblinks · Strecke von halbrechts · Strecke | 0,8               | Ōmiya-dōri (大宮通)                      | 1876–1877                |
| Strecke nach links (außer Betrieb) · Kreuzung (Querstrecke außer Betrieb) · Abzweig geradeaus und ehemals von rechts · Strecke |                   |                                          |                          |
| Strecke · Strecke |                   |                                          |                          |
| Strecke · Betriebsstelle Streckenende · Strecke · Strecke |                   | Eisenbahnmuseum Kyōto                    | Eisenbahnmuseum Kyōto    |
| Abzweig quer und nach rechts · Strecke von rechts · Strecke · Strecke |                   | San’in-Hauptlinie (Sagano-Linie)         | 1897–                    |
| Betriebs-/Güterbahnhof Streckenanfang und quer (Strecke außer Betrieb) · Abzweig geradeaus und ehemals von rechts · Strecke · Strecke |                   | Markthalle Kyōto                         | 1927–1984                |
| Strecke |                   |                                          |                          |
| Dienststation / Betriebs- oder Güterbahnhof · Strecke · Strecke |                   | Güterbahnhof Kyōto                       | 1913–                    |
| Strecke · Haltepunkt / Haltestelle · Strecke | 2,5               | Nishiōji (西大路)                        | 1938–                    |
| Strecke nach links |                   | → Tōkaidō-Shinkansen                     | 1964–                    |
| Brücke über Wasserlauf · Brücke über Wasserlauf |                   | Katsura-gawa                             | Katsura-gawa             |
| Strecke · ehemalige Blockstelle |                   | Signalstelle Katsuragawa                 | Signalstelle Katsuragawa |
| Strecke nach halblinks · Strecke nach halbrechts |                   |                                          |                          |
| Strecke von halblinks · Strecke von halbrechts |                   |                                          |                          |
| Haltepunkt / Haltestelle · Strecke | 5,3               | Katsuragawa (桂川)                       | 2008–                    |
| |                   |                                          |                          |
| Haltepunkt / Haltestelle | 6,4               | Mukōmachi (向日町)                       | 1876–                    |
| Strecke · Strecke von links (außer Betrieb) · Betriebsstelle Streckenende und quer (Strecke außer Betrieb) |                   | Kyōto Seiko                              | Kyōto Seiko              |
| |                   |                                          |                          |
| Strecke · Blockstelle |                   | Betriebswerk Suita                       | Betriebswerk Suita       |
| |                   |                                          |                          |
| ehemalige Blockstelle |                   | Signalstelle Jinsoku                     | –1921                    |
| Haltepunkt / Haltestelle | 10,1              | Nagaokakyō (長岡京)                      | 1931–                    |
| |                   | Kyōto-Autobahn                           |                          |
| Strecke von halbrechts · Strecke |                   |                                          |                          |
| |                   | Meishin-Autobahn                         |                          |
| Strecke nach links · Kreuzung geradeaus oben |                   | ↔ Hankyū Kyōto-Hauptlinie                | 1928–                    |
| Haltepunkt / Haltestelle | 14,1              | Yamazaki (山崎)                          | 1876–                    |
| ehemaliger Haltepunkt / Haltestelle | 16,0              | Sakurai (桜井)                           | –1926                    |
| Haltepunkt / Haltestelle | 16,3              | Shimamoto (島本)                         | 2008–                    |
| Brücke über Wasserlauf |                   | Hinokio-gawa                             | Hinokio-gawa             |
| ehemalige Blockstelle |                   | Signalstelle Kajiwara                    | –1921                    |
| Betriebsstelle Streckenanfang · Strecke |                   | Betriebswerk Aboshi                      | Betriebswerk Aboshi      |
| |                   |                                          |                          |
| Bahnhof | 21,6              | Takatsuki (高槻)                         | 1876–                    |
| Haltepunkt / Haltestelle | 24,5              | Settsu-Tonda (摂津富田)                  | 1924–                    |
| Brücke über Wasserlauf |                   | Ibaraki-gawa                             | Ibaraki-gawa             |
| Haltepunkt / Haltestelle | 26,2              | JR Sōjiji (JR総持寺)                     | 2018–                    |
| ehemalige Blockstelle |                   | Signalstelle Ibaraki                     | Signalstelle Ibaraki     |
| Bahnhof | 28,2              | Ibaraki (茨木)                           | 1876–                    |
| Kreuzung mit U-Bahn geradeaus unten |                   | ↔ Osaka Monorail                         | 1990–                    |
| |                   | Kinki-Autobahn                           |                          |
| |                   |                                          |                          |
| Abzweig geradeaus und von links · Kreuzung geradeaus unten |                   | → Osaka-Güterlinie                       | → Osaka-Güterlinie       |
| Strecke · Haltepunkt / Haltestelle | 31,1              | Senrioka (千里丘)                        | 1938–                    |
| Strecke · ehemalige Blockstelle |                   | Signalstelle Tsuboi                      | –1921                    |
| Dienststation / Betriebs- oder Güterbahnhof · Strecke | 32,7              | Güterbahnhof Suita                       | Güterbahnhof Suita       |
| Strecke · Haltepunkt / Haltestelle | 32,8              | Kishibe (岸辺)                           | 1947–                    |
| Strecke |                   | ← Hoppō-Güterlinie                       | ← Hoppō-Güterlinie       |
| Strecke · Abzweig geradeaus und nach links · Kreuzung geradeaus oben · Strecke von rechts |                   |                                          |                          |
| Strecke · Strecke · Strecke · Betriebsstelle Streckenende |                   | Depot/Betriebswerk                       | Depot/Betriebswerk       |
| Strecke · Strecke · Haltepunkt / Haltestelle | 35,2              | Suita (吹田)                             | 1876–                    |
| Kreuzung geradeaus oben · Kreuzung geradeaus oben · Kreuzung geradeaus oben · Abzweig quer und ehemals von links |                   | ↔ Hankyū Senri-Linie                     | 1921–                    |
| Strecke · Strecke · Abzweig geradeaus und ehemals nach links · Strecke nach rechts (außer Betrieb) |                   |                                          |                          |
| Strecke · ehemalige Blockstelle · Strecke |                   | Signalstelle Senri                       | –1932                    |
| Strecke · Abzweig geradeaus und nach links · Kreuzung geradeaus unten |                   | → Jōtō-Güterlinie                        | → Jōtō-Güterlinie        |
| Brücke über Wasserlauf · Brücke über Wasserlauf · Brücke über Wasserlauf |                   | Kanzaki-gawa                             | Kanzaki-gawa             |
| Strecke · Abzweig geradeaus und ehemals von links · Kreuzung geradeaus unten (Querstrecke außer Betrieb) |                   | → zur Osaka-Ostlinie                     | → zur Osaka-Ostlinie     |
| Strecke · Strecke · Haltepunkt / Haltestelle | 38,3              | Higashi-Yodogawa (東淀川)                | 1940–                    |
| Strecke nach rechts |                   | ← Hoppō-Güterlinie                       | ← Hoppō-Güterlinie       |
| Strecke quer · Kreuzung geradeaus unten · Turmbahnhof geradeaus unten · Strecke quer | 39,0              | Shin-Osaka (新大阪)                      | 1964–                    |
| |                   | ↔ Tōkaidō-Shinkansen / San’yō-Shinkansen |                          |
| Betriebsstelle Streckenanfang und quer · Kreuzung geradeaus unten · Abzweig geradeaus und von rechts |                   | Depot                                    | Depot                    |
| Kreuzung geradeaus oben · Kreuzung geradeaus oben · Abzweig quer |                   | ↔ Hankyū Kyōto-Hauptlinie                | 1928–                    |
| Strecke · Abzweig geradeaus und von halblinks |                   |                                          |                          |
| Brücke über Wasserlauf · Brücke über Wasserlauf |                   | Yodo-gawa                                | Yodo-gawa                |
| Strecke nach halbrechts · Strecke nach halbrechts |                   | ← Umeda-Güterlinie                       | ← Umeda-Güterlinie       |
| Strecke von halblinks |                   |                                          |                          |
| Strecke · Strecke von links |                   |                                          |                          |
| Kopfbahnhof Strecke ab hier außer Betrieb und quer · Kreuzung geradeaus oben (Querstrecke außer Betrieb) · Kreuzung geradeaus oben (Querstrecke außer Betrieb) · Kopfbahnhof Streckenende und quer (Strecke außer Betrieb) |                   | Umeda (梅田)                             | Umeda (梅田)             |
| | 556,4 42,8        | Osaka (大阪)                             | 1874–                    |
| Strecke · Strecke nach links |                   | → Osaka-Ringlinie                        | 1895–                    |
| Strecke |                   | ↓ JR Kōbe-Linie                          | 1874–                    |
| Strecke |                   | ↓ Fukuchiyama-Linie                      | 1891–                    |

JR Kyōto-Linie (jap. JR京都線, JR Kyōto-sen) ist die seit 1988 verwendete Bezeichnung für einen Abschnitt der Tōkaidō-Hauptlinie, einer der wichtigsten Bahnstrecken Japans. Die von der Bahngesellschaft JR West betriebene Linie verbindet Kyōto mit Osaka. Zusammen mit der Biwako-Linie und der JR Kōbe-Linie bildet die JR Kyōto-Linie den Hauptstrang des urbanen Schienenverkehrsnetzes von JR West in der Metropolregion Keihanshin (Kyōto / Osaka / Kōbe).
Die allgemeinen Merkmale und die Geschichte der Gesamtstrecke Tokio–Kōbe werden im Hauptartikel behandelt. Weitere Teilstrecken:
- Tōkaidō-Hauptlinie (Tokio–Atami)
- Tōkaidō-Hauptlinie (Atami–Toyohashi)
- Tōkaidō-Hauptlinie (Toyohashi–Maibara)
- Biwako-Linie (Maibara–Kyōto)
- JR Kōbe-Linie (Osaka–Kōbe)

## Streckenbeschreibung
Die JR Kyōto-Linie ist 42,8 km lang, mit 1500 V Gleichspannung elektrifiziert und auf ihrer gesamten Länge viergleisig ausgebaut. Sie beginnt im Bahnhof Kyōto, wo sie an die Biwako-Linie anschließt. Anschließend führt sie zunächst westwärts, parallel zur Strecke des Tōkaidō-Shinkansen sowie vorbei am Eisenbahnmuseum Kyōto und dem Güterbahnhof Kyōto. Nach der Überbrückung des Flusses Katsura wendet sich die Strecke nach Südwesten und passiert den Berg Tennōzan an dessen Ostseite. Sie verläuft dabei in geringer Entfernung zur Meishin-Autobahn und zur Hankyū Kyōto-Hauptlinie der Bahngesellschaft Hankyū Dentetsu. Nach der Engstelle von Shimamoto erreicht sie die Osaka-Ebene.
Südlich von Takatsuki wird in der Stadt Ibaraki die Trasse des Osaka Monorail unterquert. Kurz darauf zweigen Gleise ab, die bis Osaka der Hauptstrecke folgen. Sie sorgen mit mehreren davon ausgehenden Strecken dafür, dass der Verkehr zu den Güterbahnhöfen Suita und Osaka vollständig vom Personenverkehr getrennt ist. Eine besonders große Bedeutung hat dabei die Umeda-Güterlinie. Der 1964 eröffnete Bahnhof Shin-Osaka ist das Tor zur Stadt Osaka und der Umsteigeknoten zu den sich hier auf einer zweiten Ebene kreuzenden Shinkansen-Schnellfahrstrecken. Über den Fluss Yodo erreicht die JR Kyōto-Linie schließlich den Bahnhof Osaka, einem weiteren bedeutenden Verkehrsknotenpunkt. Hier geht die Strecke in die JR Kōbe-Linie in Richtung Kōbe und Himeji über.

## Züge
Ein bedeutender Teil des Personenfernverkehrs von Kyōto nach Osaka wird seit 1964 auf der parallel verlaufenden Schnellfahrstrecke Tōkaidō-Shinkansen abgewickelt. Für eine hart umkämpfte Konkurrenzsituation zwischen diesen beiden Städten sorgen zwei weitere Bahngesellschaften, Hankyū Dentetsu mit der Hankyū Kyōto-Hauptlinie und Keihan Denki Tetsudō mit der Keihan-Hauptlinie. Zahlreiche auf der JR Kyōto-Linie verkehrende Züge werden zur Kosei-Linie und zur Fukuchiyama-Linie durchgebunden.
Das Angebot an Schnellzügen ist vielfältig. Der Thunderbird (サンダーバード) verkehrt im Halbstundentakt von Osaka über Kyōto und Fukui nach Kanazawa. Je ein Zugpaar an Werktagen bietet der Biwako Express (びわこエクスプレス) von Osaka nach Kusatsu bzw. Maibara. Der Haruka (はるか) verbindet jede halbe Stunde Kyōto mit dem Internationalen Flughafen Kansai; er hält dabei nicht im Bahnhof Osaka, sondern umfährt das Stadtzentrum auf der Umeda-Güterlinie. Einmal täglich fährt der Hida (ひだ) von Osaka nach Toyama, im Stundentakt der Kōnotori (こうのとり) von Shin-Osaka nach Fukuchiyama. Ab Kyōto fährt zweimal täglich der Kuroshio (くろしお) nach Shingū im Süden der Kii-Halbinsel. Schließlich betreibt JR West gemeinsam mit der Gesellschaft Chizu Express sechsmal täglich den Super Hakuto (スーパーはくと) von Kyōto über Osaka, Himeji und Tottori nach Kurayoshi. Die Nachtzüge Sunrise Izumo (サンライズ出雲) und Sunrise Seto (サンライズ瀬戸) befahren ebenfalls die JR Kyōto-Linie. Der Schienengüterverkehr wird durch JR Freight abgewickelt.
Im Nahverkehr ist der Fahrplan so gestaltet, dass die Biwako-Linie zusammen mit der JR Kyōto-Linie und der JR Kōbe-Linie eine Einheit bildet – von Tsuruga über Maibara, Kyōto, Osaka und Sannomiya bis nach Himeji. Dabei werden drei Zuggattungen unterschieden: Regionalzüge halten an allen Bahnhöfen, befahren aber nicht die gesamte Strecke. Die als „Special Rapid“ (新快速, Shin-Kaisoku) bezeichneten Eilzüge von Tsuruga nach Himeji halten zwischen Osaka und Kyōto nur an zwei Bahnhöfen. Mehr Zwischenhalte legen die „Rapid Service“-Züge (快速, Kaisoku) ein. Der Grundtakt aller drei Zuggattungen beträgt tagsüber 15 Minuten.

## Bilder

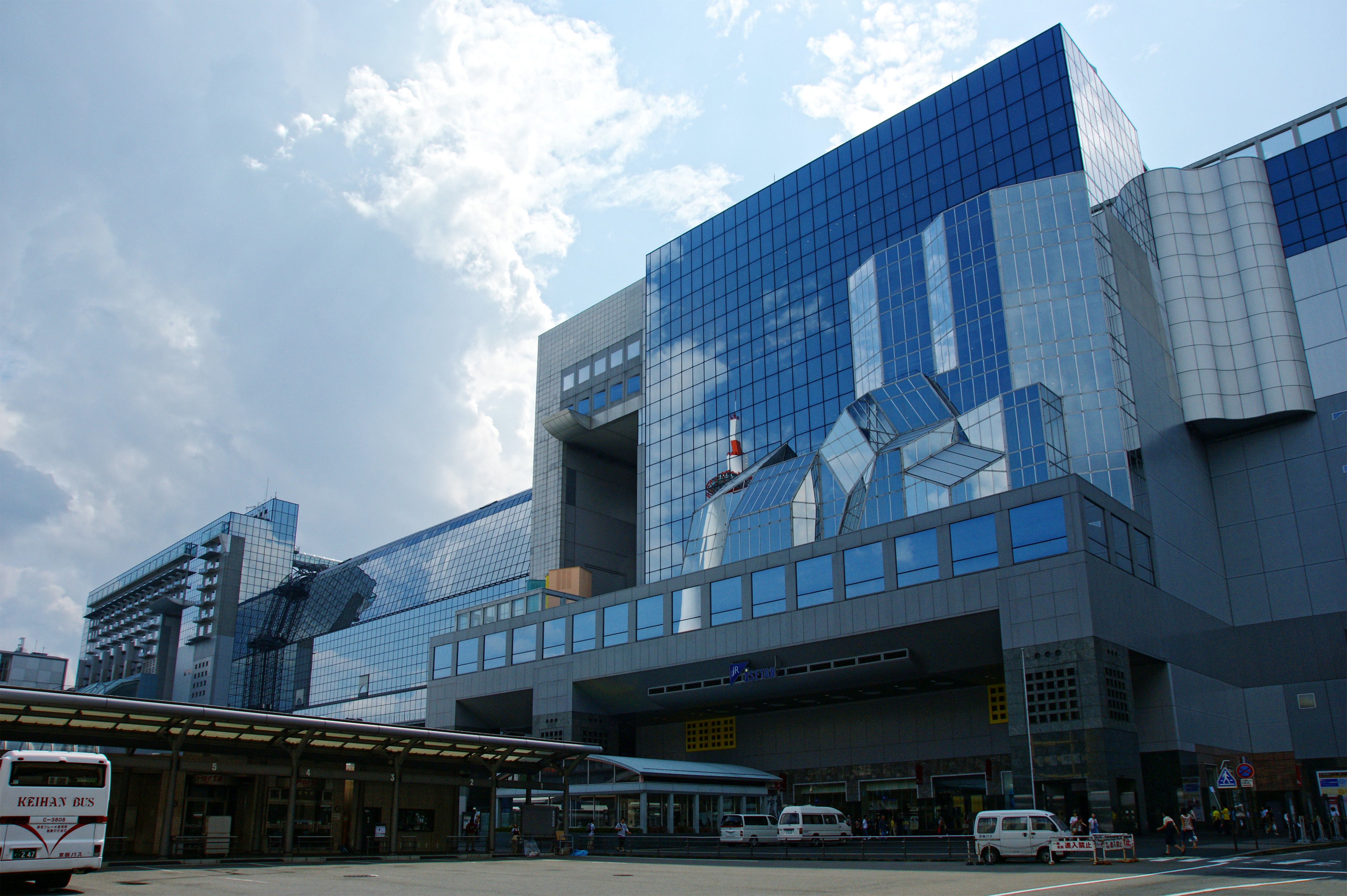
Bahnhof Kyōto
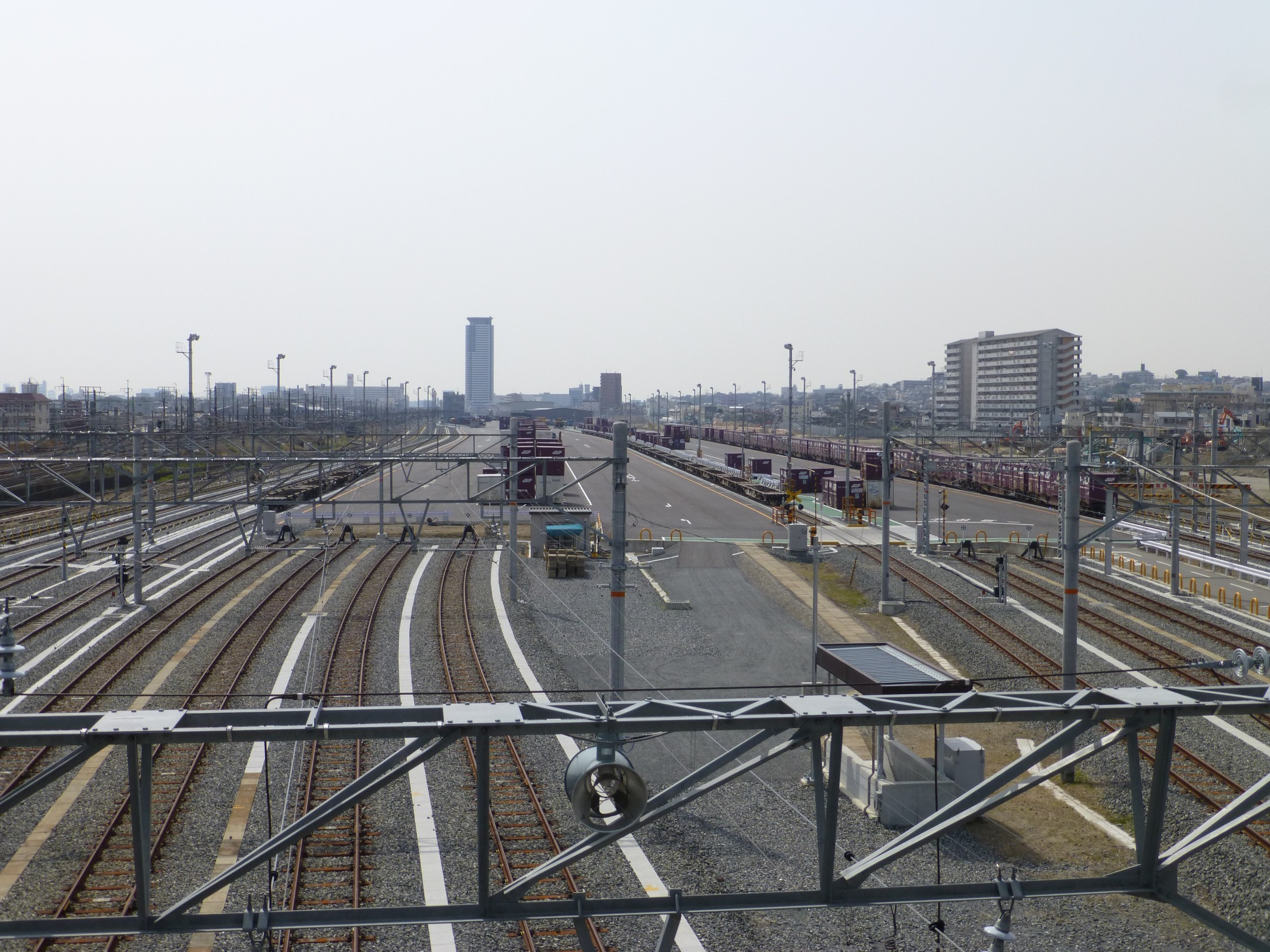
Güterbahnhof Suita
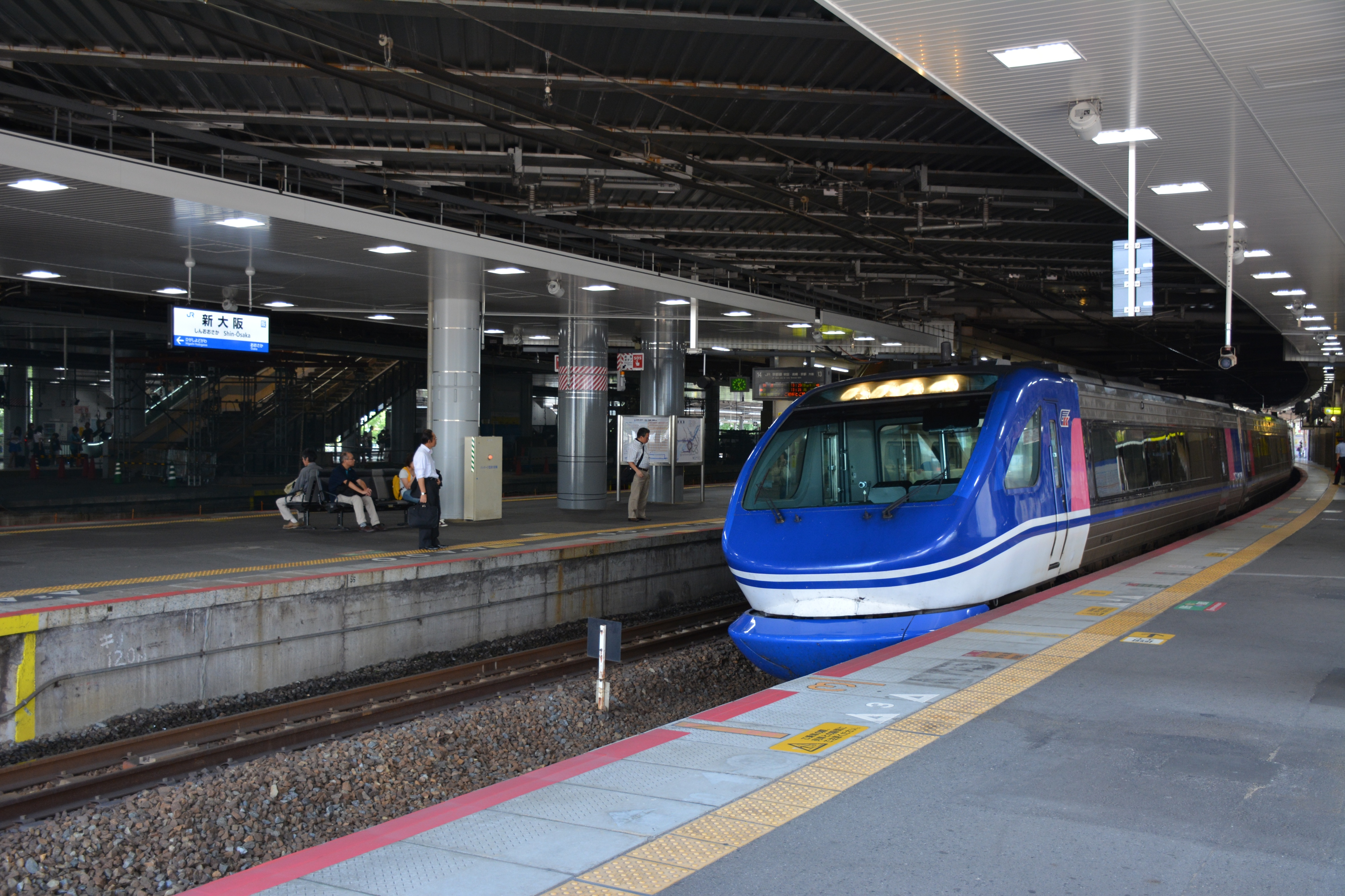
Schnellzug Super Hakuto im Bahnhof Shin-Osaka
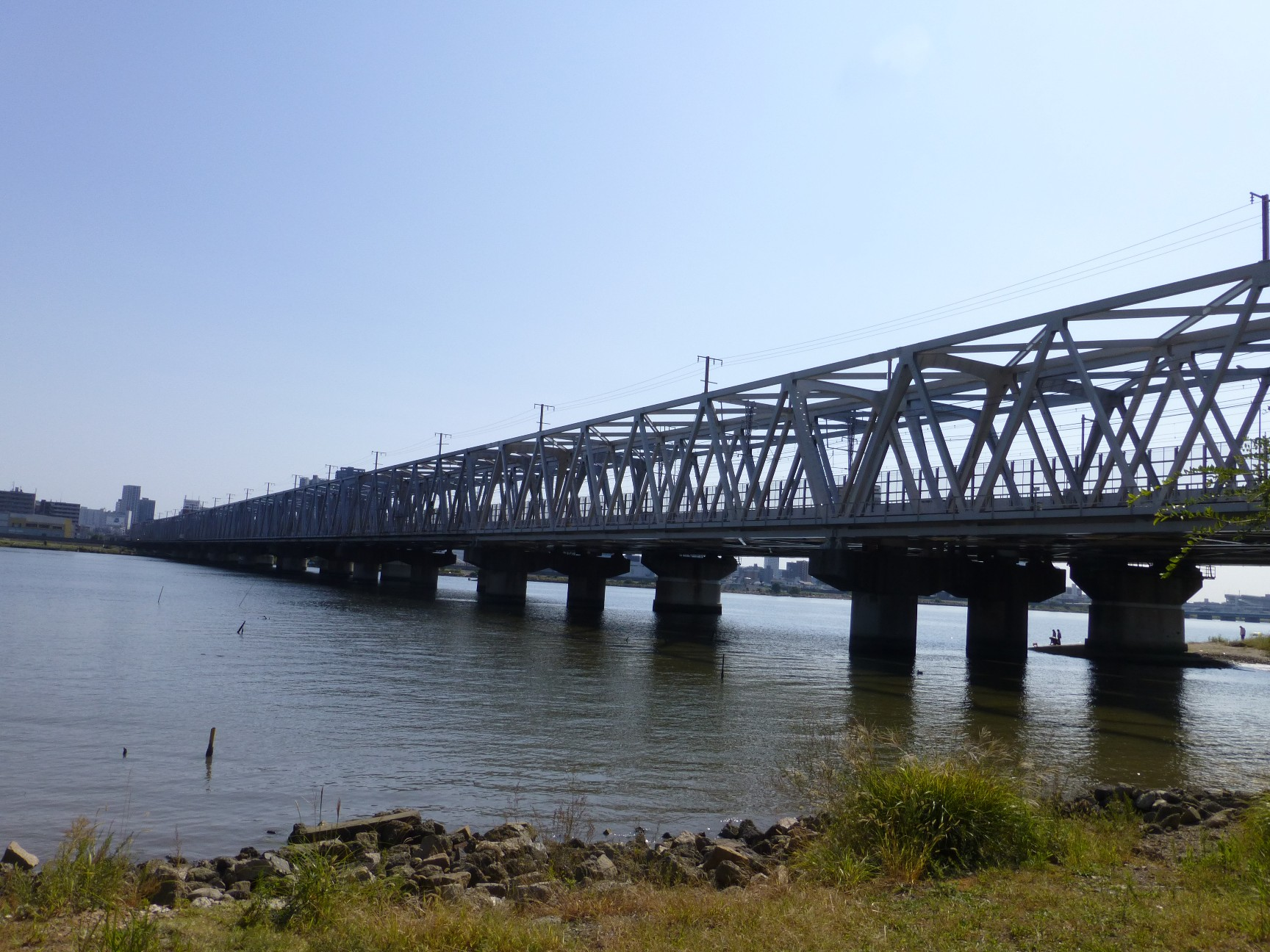
Brücke über den Yodo-gawa bei Osaka

## Chronologie wichtiger Ereignisse
- 26. Juli 1876: Eröffnung der Strecke Osaka – Mukōmachi
- 5. September 1876: Eröffnung der Strecke Mukōmachi – Ōmiya-dōri (temporärer Bahnhof)
- 6. Februar 1877: Eröffnung der Strecke Ōmiya-dōri – Kyōto
- 20. November 1877: Aufnahme des Güterverkehrs zwischen Osaka und Kyōto
- 1. Juli 1889: Fertigstellung der durchgehenden Bahnverbindung Tokio – Kōbe
- 1. April 1895: Einführung der Streckenbezeichnung Tōkaidō-Linie (Tōkaidō-sen)
- 5. Juli 1896: zweites Gleis zwischen Mukōmachi und Suita
- 1. Oktober 1898: zweites Gleis zwischen Kyōto und Mukōmachi
- 3. Februar 1899: zweites Gleis zwischen Osaka und Suita
- 12. Oktober 1909: Einführung der Streckenbezeichnung Tōkaidō-Hauptlinie (Tōkaidō-honsen)
- 20. Juli 1934: Elektrifizierung der Strecke Osaka – Suita
- 10. Oktober 1937: Elektrifizierung der Strecke Suita – Kyōto
- 1. Oktober 1964: Eröffnung des Bahnhofs Shin-Osaka als Umsteigeknoten zu den Shinkansen-Strecken
- 1. April 1987: Privatisierung der Japanischen Staatsbahn und Übertragung der Strecke an die neu gegründete JR West
- 13. März 1988: Einführung der Bezeichnung JR Kyōto-Linie
- 17. Januar 1995: mehrtägige Unterbrechung der Strecke Takatsuki – Osaka – Kōbe nach dem Hanshin-Awaji-Erdbeben

## Liste der Bahnhöfe
Ka = Kaisoku (Rapid); Sk = Shin-kaisoku (Special Rapid)

● = alle Züge halten an diesem Bahnhof; ○ = Züge halten außerhalb der Stoßzeit
| Name   | Name                      | km   | Ka | Sk | Anschlusslinien | Lage   | Ort             | Präfektur |
| ------ | ------------------------- | ---- | -- | -- | --- | ------ | --------------- | --------- |
| JR-A31 | Kyōto (京都)              | 00,0 | ●  | ●  | Tōkaidō-Shinkansen Biwako-Linie Kosei-Linie Nara-Linie San’in-Hauptlinie (Sagano-Linie) Kintetsu Kyōto-Linie U-Bahn Kyōto: Karasuma-Linie | Koord. | Shimogyō, Kyōto | Kyoto     |
| JR-A32 | Nishiōji (西大路)         | 02,5 | ○  | ǀ  | | Koord. | Minami, Kyōto   | Kyoto     |
| JR-A33 | Katsuragawa (桂川)        | 05,3 | ○  | ǀ  | | Koord. | Minami, Kyōto   | Kyoto     |
| JR-A34 | Mukōmachi (向日町)        | 06,4 | ○  | ǀ  | | Koord. | Mukō            | Kyoto     |
| JR-A35 | Nagaokakyō (長岡京)       | 10,1 | ●  | ǀ  | | Koord. | Nagaokakyō      | Kyoto     |
| JR-A36 | Yamazaki (山崎)           | 14,1 | ○  | ǀ  | | Koord. | Ōyamazaki       | Kyoto     |
| JR-A37 | Shimamoto (島本)          | 16,3 | ○  | ǀ  | | Koord. | Shimamoto       | Osaka     |
| JR-A38 | Takatsuki (高槻)          | 21,6 | ●  | ●  | | Koord. | Takatsuki       | Osaka     |
| JR-A39 | Settsu-Tonda (摂津富田)   | 24,5 | ǀ  | ǀ  | | Koord. | Takatsuki       | Osaka     |
| JR-A40 | JR-Sōjiji (JR総持寺)      | 26,2 | ǀ  | ǀ  | | Koord. | Ibaraki         | Osaka     |
| JR-A41 | Ibaraki (茨木)            | 28,2 | ●  | ǀ  | | Koord. | Ibaraki         | Osaka     |
| JR-A42 | Senrioka (千里丘)         | 31,1 | ǀ  | ǀ  | | Koord. | Settsu          | Osaka     |
| JR-A43 | Kishibe (岸辺)            | 32,8 | ǀ  | ǀ  | | Koord. | Suita           | Osaka     |
| JR-A44 | Suita (吹田)              | 35,2 | ǀ  | ǀ  | | Koord. | Suita           | Osaka     |
| JR-A45 | Higashi-Yodogawa (東淀川) | 38,3 | ǀ  | ǀ  | | Koord. | Yodogawa, Osaka | Osaka     |
| JR-A46 | Shin-Osaka (新大阪)       | 39,0 | ●  | ●  | Tōkaidō-Shinkansen San’yō-Shinkansen U-Bahn Osaka: Midōsuji-Linie | Koord. | Yodogawa, Osaka | Osaka     |
| JR-A47 | Osaka (大阪)              | 42,8 | ●  | ●  | JR Kōbe-Linie Fukuchiyama-Linie Osaka-Ringlinie im Bhf. Kitashinchi: JR Tōzai-Linie im Bhf. Umeda: Hankyū Kōbe-Hauptlinie Hankyū Kyōto-Hauptlinie Hankyū Takarazuka-Hauptlinie Hanshin-Hauptlinie im U-Bhf. Higashi-Umeda: Tanimachi-Linie im U-Bhf. Nishi-Umeda: Yotsubashi-Linie im U-Bhf. Umeda: Midōsuji-Linie | Koord. | Kita, Osaka     | Osaka     |